# 류한우
류한우(柳韓佑, 1950년 4월 26일~)는 대한민국의 공무원 출신 정치인이다. 9급 공무원으로 공직을 시작했으며 민선6·7기 충청북도 단양군수를 역임했다.

## 학력
- 단양초등학교
- 단양중학교
- 단양공업고등학교
- 한국방송통신대학교 국어과
- 충북대학교 행정대학원 행정학 석사

## 경력
- 충청북도 공무원교육원 수석교수
- 충청북도 예산담당관
- 충청북도 세무회계과장
- 충청북도 총무과장
- 충청북도 공보관
- 충청북도 단양군 부군수
- 충청북도청 보건복지여성국 국장
- 새누리당 충북도당 지역발전위원회 농림축산분과 위원장
- 새누리당 제천시·단양군 당원협의회 고문
- 2014.07 ~ 2022.06 : 제36·37대 민선 6·7기 충청북도 단양군수 (재선)
- 자유한국당 전국위원
- 자유한국당 충북도당 운영위원
- 국민의힘 전국위원
- 국민의힘 충북도당 운영위원

## 전과
- 도로교통법위반: 벌금 100만원 - 1999년 2월 9일 선고[1]

## 역대 선거 결과
|  | 49.80% |

|  | 48.64% |